# Maria Forsberg
Maria Elisabet Forsberg, född 10 november 1974 i Leksbergs församling, Skaraborgs län, är en svensk politiker för Vänsterpartiet. Sedan 2025 är hon Vänsterpartiets partisekreterare.

## Biografi
Maria Forsberg föddes 1974 i Leksbergs församling. Forsberg sitter sedan 2022 i Vänsterpartiets partistyrelse och Vänsterpartiets verkställande utskott.